# آندری آبریکوسوف
آندری آبریکوسوف (روسی: Андрей Львович Абрикосов؛ ۱۴ نوامبر ۱۹۰۶ – ۲۱ اکتبر ۱۹۷۳) یک هنرپیشه اهل اتحاد جماهیر شوروی سوسیالیستی بود. وی بین سال‌های ۱۹۲۶ تا ۱۹۷۲ میلادی فعالیت می‌کرد.
از فیلم‌ها یا برنامه‌های تلویزیونی که وی در آن نقش داشته است می‌توان به الکساندر نوسکی، نقطه بازگشت و برادران کارامازوف اشاره کرد.
وی همچنین برندهٔ جوایزی همچون جایزه هنرمند مردمی اتحاد جماهیر شوروی شده است.